# Rolf Cunz
Rolf C. Cunz, Pseudonyme: Conrad Rineck, Vilmut Orb (* 20. Juni 1890 in Hanau; † nicht ermittelt), war ein deutscher Musikwissenschaftler und Publizist.

## Leben und Wirken
Er war der Sohn eines Industriellen. Nach dem Schulbesuch widmete er sich dem Musikstudium. Er trat zum 1. Mai 1933 der NSDAP bei (Mitgliedsnummer 1.815.988), war Pressereferent in Berlin und ab 1935 Referent für Tanz im Propagandaministerium. Bekannt wurde er u. a. als Herausgeber des Deutschen Musikjahrbuchs ab 1923. Unter Pseudonym Conrad Rieneck veröffentlichte Cunz Kunstkritiken im Völkischen Beobachter. Zuvor hatte er u. a. die Feuilletons der Braunschweiger Landeszeitung redigiert.
1938 war er als Ministerialreferent Leiter der neugegründeten Deutschen Meisterwerkstätten für Tanz in Berlin-Grunewald.
Sein Buch Lampenfieber über die Welt des Theaters sollte 1944 im Buchmeister-Verlag erscheinen, kam aber aufgrund des Kriegsverlaufs nicht mehr zum Druck.

## Schriften (Auswahl)
- Max Jungnickel und seine „Kirchpfennigs“. In: Hausbücher für Sachsen. 2. Jg., Heft 2 (Februar 1921), S. 14–16.
- Bochumer Musik – Uraufführungen. In: Hellweg, 4/1924, S. 31.
- Deutsches Volkstanzbuch. Dresden 1938; 2. Aufl. [1944].
- Der Schauspieler auf der Bühne. In: Der neue Tag vom 22. März 1944, S. 3.